# Komiska förvecklingar på Djurgården i Stockholm
Komiska förvecklingar på Djurgården i Stockholm (originaltitel Komische Begegnungen im Tiergarten zu Stockholm) är en tysk kortfilm från år 1896 med regi och foto av Max Skladanowsky. Filmen är den första som spelades in på svensk mark, men någon visning genomfördes aldrig i Sverige.

## Bakgrund
Tillsammans med sin bror Emil uppfann Max Skladanowsky en filmprojektionsapparat som de kallade bioskop och med vilken de framförde i Berlin den 1 november 1895 för första gången korta filmsnuttar för en betalande publik. Det var ungefär ett halvt år efter att Bröderna Lumière presenterade sin kinematograf för offentligheten i Paris, men första gången i Europa framför en betalande publik.
Efter sina visningar i Berlin besökte bröderna Skladanowsky olika städer i Europa för att demonstrera och marknadsföra sin apparat. Vid det tillfället kom de i augusti 1896 även till Stockholm där de visade små filmstumpar av varietékaraktär från Berlin. Platsen var Kristallsalongen på Stockholms Tivoli på Södra Djurgården.

## Filmen

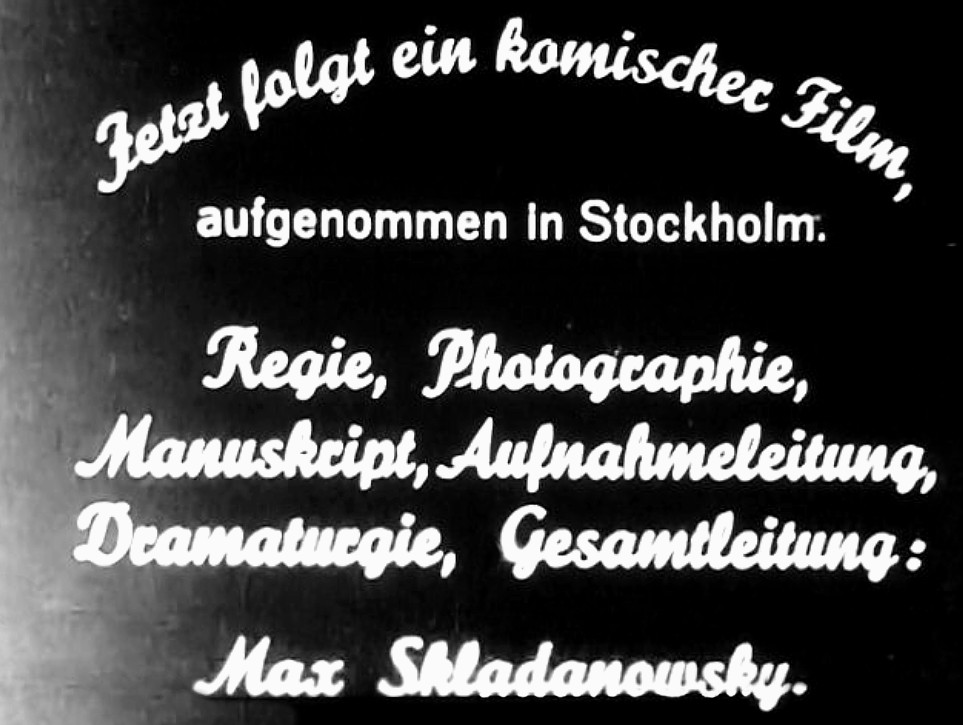
"Jetzt folgt ein komischer Film..."

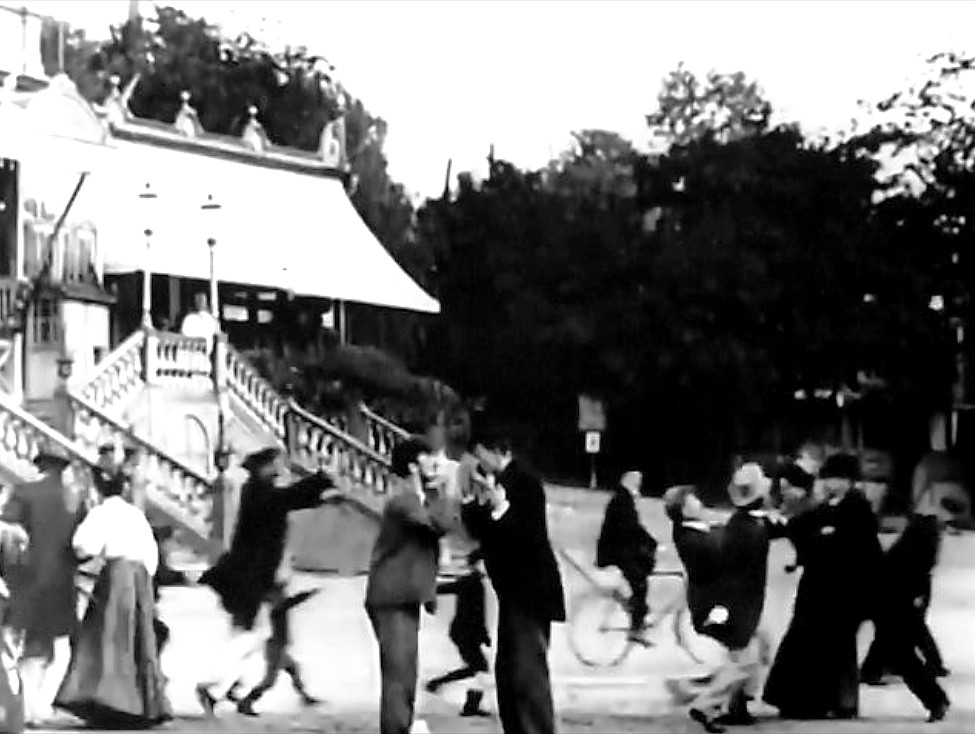
Stillbild från filmen, utanför Novillas entré.

Under sitt besök i Stockholm och på Djurgården arrangerade Max Skladanowsky även en filminspelning som han kallade Komische Begegnungen im Tiergarten zu Stockholm. Han stod för regi, foto, manus, produktion, dramaturgi och övergripande ledning. Det kan tyckas mycket för en film som bara är en knapp en minut lång. Inspelningsplatsen var på Djurgårdsslätten utanför danssalongen Novilla, som låg direkt intill Stockholms Tivoli. På sin tid var Djurgårdsslätten med alla sina etablissemang Stockholms nöjescentrum.
Komiska förvecklingar på Djurgården i Stockholm är ett kort komiskt spektakel med mycket folk i rörelse utanför Novilla. Jetzt folgt ein komischer Film, aufgenommen in Stockholm står i introtexten. På en knapp minut händer mycket: en man kör omkull med sin cykel, cykeln stjäls, mannen ropar på hjälp, fyllescen, slagsmål, någon får eld till sin cigarett och en man dansar med paraply, häremellan eleganta damer och herrar, barn, lösspringande hundar och ännu mera bråk. Alla som agerade framför kameran var professionella skådespelare från Tivoli. Filmen har två kamerapositioner, på den andra är Novillas entré väl synlig.
Någon visning av denna allra första film på svensk mark kom emellertid aldrig till stånd i Sverige. Det kan bero på att det krävdes den av Skladanowsky utvecklade bioskop-projektorn för visning och att det bara fanns ett sådant exemplar som följde med på Skladanowskys turnéer. En kopia av filmen finns bevarad som en 35 mm film i Filmhistoriska samlingarna i Stockholm (numera en del av Svenska Filminstitutet). Genombrottet för svenskinspelad och producerad film kom först ett år senare på Stockholmsutställningen 1897 och Ernest Flormans kortfilm Konungens af Siam landstigning vid Logårdstrappan.